# Moleneind (Oirschot)
Moleneind is een buurtschap ten oosten van Oirschot, in de Nederlandse provincie Noord-Brabant. De buurtschap is vernoemd naar een windmolen die in het begin van de 14e eeuw aan de rand van de toenmalige heide werd gebouwd.
De buurtschap wordt in het zuiden begrensd door het Wilhelminakanaal en in het noorden door de buurtschap Straten, terwijl in het westen De Stad ligt, met bedrijventerreinen.